# Вилена
Вилена (шп. Villena) град је у Шпанији у аутономној заједници Валенсијанска Заједница у покрајини Аликанте. Према процени из 2017. у граду је живело 34 163 становника.

## Становништво
Према процени, у граду је 2017. живело 34 163 становника.
| 2017.  |
| ------ |
| 34.163 |

## Партнерски градови
- Peñafiel
- Ескалона